# 3239 Meizhou
3239 Meizhou este un asteroid din centura principală, descoperit pe 29 octombrie 1978 de Observatorul Zijinshan.